# John Taylor (piloto)
John Malcolm Taylor (Anstey, Leicestershire, 23 de marzo de 1933-Coblenza, Renania-Palatinado, Alemania Occidental, 8 de septiembre de 1966) fue un piloto de automovilismo británico. Participó en cinco Grandes Premios del Campeonato Mundial de Fórmula 1 en 1964 y 1966, sumando un punto. Falleció tras sufrir un accidente en la carrera del sexto Gran Premio de la temporada 1966.

## Carrera deportiva
En su juventud, Taylor se especializó en ingeniería aeronáutica y fue miembro de la Fleet Air Arm. En 1958, con 25 años, participó en sus primeras carreras de autos en un viejo Riley 9.
Taylor comenzó a competir profesionalmente a principios de la década de los 60 en campeonatos de Fórmula Libre y Fórmula Junior, de la mano del expiloto y entonces dueño de equipo Bob Gerard. Inicialmente había ingresado a su equipo como mecánico.
En 1963 participó en su primer Gran Premio de Fórmula 1 con el equipo de Gerard que competía con monoplazas de Cooper, aunque fuera del campeonato mundial. También compitió en Fórmula 3 con equipo Tyrrell (donde ganó una carrera en su circuto local en Leicestershire, el Mallory Park) y en Fórmula 2. En julio del año siguiente, compitió en el Gran Premio de Gran Bretaña, puntuable para el campeonato, siendo su debut oficial en Fórmula 1. Antes de eso había finalizado quinto en las 200 Millas de Aintree no puntuables.
En 1965 no participó en ninguna carrera del mundial de F1 pero volvió al año siguiente de la mano de David Bridges. Conduciendo un Brabham, Taylor fue sexto en el BRDC International Trophy (no puntuable) y en el Gran Premio de Francia, sumando por lo tanto un punto en el campeonato.
Tras dos octavos puestos en las dos siguientes citas del campeonato, participó en el Gran Premio de Alemania en Nürburgring. La carrera inició con lluvia y una densa neblina. En la primera vuelta, tras varias salidas de pista de Taylor y otros pilotos por las condiciones adversas, su monoplaza y el del belga Jacky Ickx (Matra) hicieron contacto, el británico perdió el control y su monoplaza estalló en llamas antes detenerse. Taylor pudo salir del coche dañado pero con fuego en todo su cuerpo. El propio Ickx ayudó a apagar las llamas. Taylor permaneció un mes en el hospital en Coblenza y falleció un 8 de septiembre, cuando parecía recuperarse de las heridas, posiblemente a causa de una sepsis.

## Resultados

### Fórmula 1
(Clave) (negrita indica pole position) (cursiva indica vuelta rápida)

| Año     | Equipo            | 1   | 2   | 3     | 4     | 5      | 6       | 7   | 8       | 9   | 10  | Pos. | Puntos |
| ------- | ----------------- | --- | --- | ----- | ----- | ------ | ------- | --- | ------- | --- | --- | ---- | ------ |
| 1964    | Bob Gerard Racing | MON | NED | BEL   | FRA   | GBR 14 | GER     | AUT | ITA DNP | USA | MEX | NC   | 0      |
| 1966    | David Bridges     | MON | BEL | FRA 6 | GBR 8 | NED 8  | GER Ret | ITA | USA     | MEX |     | 20.º | 1      |
| Fuente: |                   |     |     |       |       |        |         |     |         |     |     |      |        |